# Drömproduktioner
Drömproduktioner (engelska: Dream Productions) är en animerad miniserie, skapad av Mike Jones. Serien är producerad av Pixar Animation Studios och utspelar sig mellan händelserna i Insidan ut (2015) och Insidan ut 2 (2024).
Serien som består av fyra avsnitt hade premiär på Disney+ den 11 december 2024. Den skulle från början ha premiär den 19 februari 2025, men flyttades fram efter att ha bytt premiärdatum med Pixar-serien Win or Lose.

## Rollista

### Engelska originalröster
- Paula Pell – Paula Persimmon
- Richard Ayoade – Xeni
- Amy Poehler – Joy
- Kensington Tallman – Riley Andersen
- Liza Lapira – Disgust
- Tony Hale – Fear
- Lewis Black – Anger
- Phyllis Smith – Sadness
- Ally Maki – Janelle Johnson[3]